# Hyla euphorbiacea
Hyla euphorbiacea är en groddjursart som beskrevs av Günther 1858. Hyla euphorbiacea ingår i släktet Hyla och familjen lövgrodor. IUCN kategoriserar arten globalt som nära hotad. Inga underarter finns listade i Catalogue of Life.